# 제2해군보병사단
제2해군보병사단(독일어: 2. Marine-Infanterie-Division)은 제2차 세계 대전 중의 전쟁해군의 남는 인력으로 편성된 해군 소속의 보병사단으로 1945년 3월에 슐레스비히-홀슈타인에서 창설되었다. 이 사단은 북독일로 진격하는 영국군에 맞서 첼레와 브라운슈바이크 근처에서 독일 북서 지방의 방어 작전에 투입되었다. 브레멘 지역에서 후퇴 작전을 벌이던 중, 1945년 5월에 슐레스비히-홀슈타인에서 진격해오던 영국군에 패해 포로가 되었다. 작가 리처드 잭슨에 따르면, 1945년 4월 말에 펠릭스 슈타이너 SS대장의 지휘 하에 제7기갑사단과 제25기갑척탄병사단과 함께 베를린 구원을 위한 반격 작전에 참가할 예정이었다.

## 역대 사단장
1. 해군 중장 에른스트 쉴로렌(Ernst Scheurlen), 1945년 2월 11일 ~ 1945년 4월 8일
2. 육군 대령 그라프 폰 바세비츠(Graf von Bassewitz), - 1945년 4월 8일 ~ 1945년 5월 8일

## 부대
- 제5해군보병연대
- 제6해군보병연대
- 제7해군보병연대
- 제2해군경보병대대 (1945년 3월 편성)
- 제2해군포병연대
- 제2해군대전차대대 (1945년 3월 편성)
- 제2해군공병대대 (1945년 3월 편성)
- 제200해군Versorgungs-연대 (200-203)
- 제2해군야전보충대대 ("Feldersatz", 1945년 3월 창설)
- 제2해군Nachrichten-Abteilung (1945년 3월 창설)

## 참고 자료
- Jackson, Richard (1983). 《The Last Battle》 (영어). Corgi Books.
- Russell, John (1994). 《No Triumphant Procession-The Forgotten Battles of April 1945》 (영어). Arms and Armor Press.